# Cỏ biển
Cỏ biển là những loài thực vật có hoa mọc trong môi trường nước mặn và thuộc một trong bốn họ là họ Cỏ biển (Posidoniaceae), họ Rong lá lớn (Zosteraceae), họ Thủy thảo (Hydrocharitaceae) và họ Cỏ kiệu (Cymodoceaceae); tất cả đều nằm trong bộ Trạch tả (Alismatales).

## Sinh thái

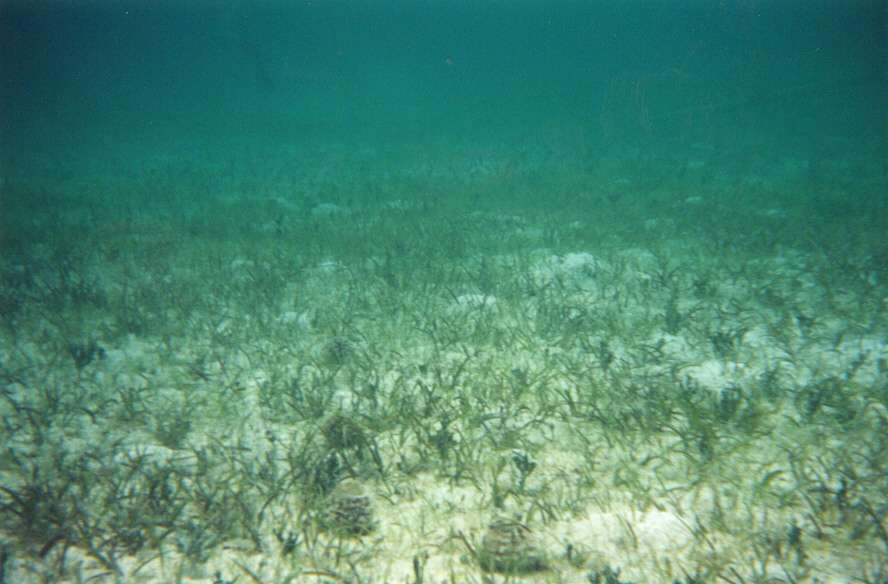
Một bãi cỏ biển và một số con nhím biển. Ảnh chụp ở cảng Grahams, đảo San Salvador, Bahamas

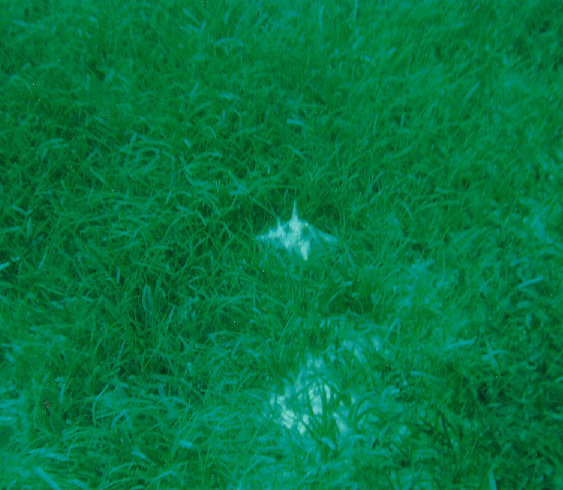
Thảm cỏ Thalassia testudinum dày và một con ốc xà cừ nữ hoàng chưa trưởng thành (Eustrombus gigas), vịnh Rice, đảo San Salvador, Bahamas

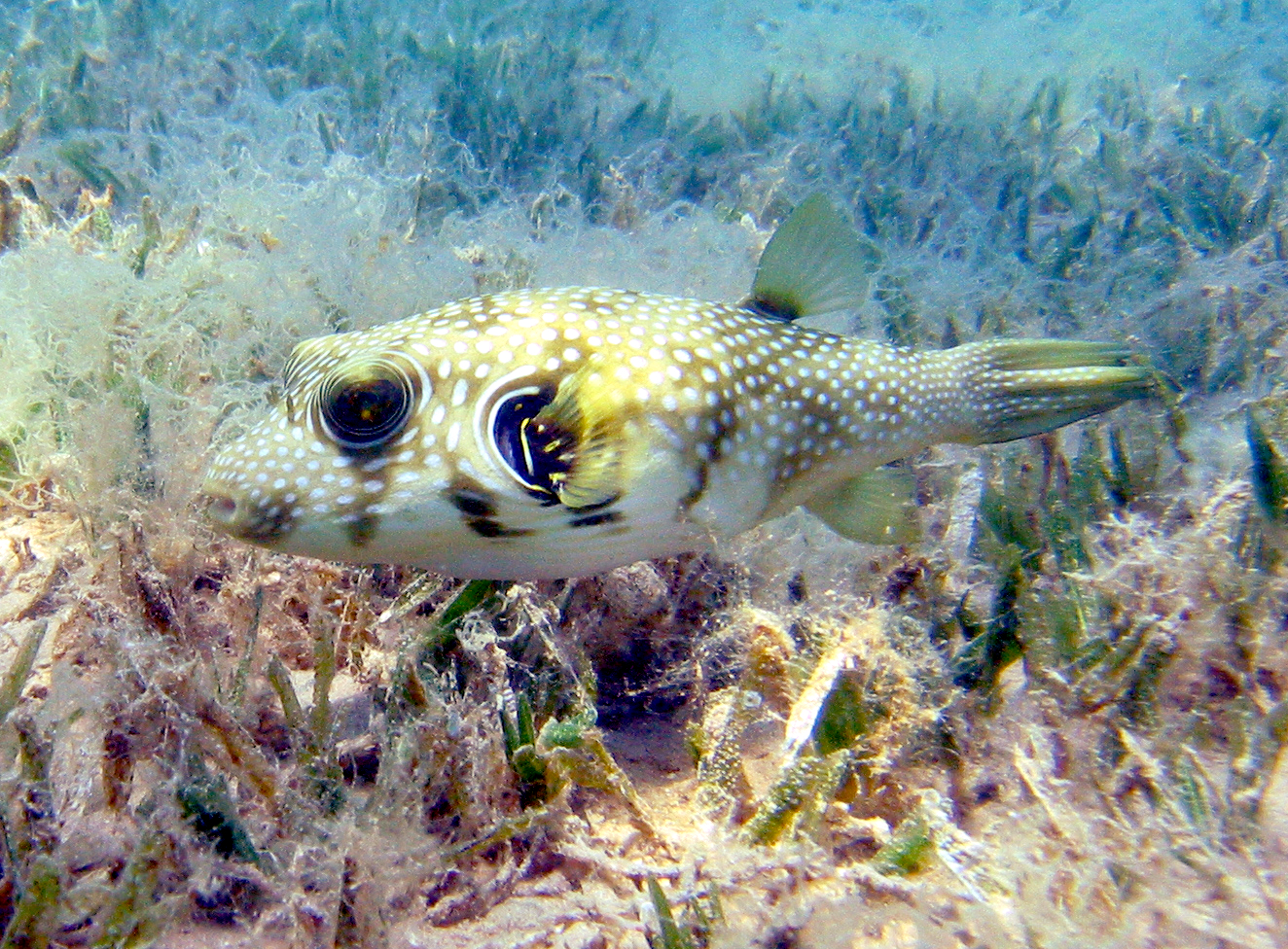
Cá nóc chuột vân bụng (Arothron hispidus) thường có mặt tại các bãi cỏ biển.

Quá trình tiến hóa của cỏ biển

Sở dĩ những loài thực vật có hoa đặc biệt này được gọi là cỏ biển là do lá của nhiều loài trong số này thì dài và mảnh như cỏ, đồng thời chúng lại hay mọc thành từng "cánh đồng" lớn trông giống như đồng cỏ. Nói cách khác thì vẻ bề ngoài của nhiều loài cỏ biển trông giống với những loài cỏ mọc trên cạn thuộc họ Hòa thảo.
Do cỏ biển cũng có nhu cầu quang hợp tương tự như các loài thực vật tự dưỡng khác nên chúng chỉ sống được ở đới sáng (photic zone) và thường mọc trên các đáy cát hay bùn ở vùng nước nông ven bờ được che chắn. Đa số cỏ biển thụ phấn và hoàn tất vòng đời dưới nước. Trên thế giới có cỡ 60 loài cỏ biển.
Cỏ biển mọc thành từng bãi lớn đơn loài (chỉ gồm một loài cỏ) hoặc đa loài (gồm nhiều loài cỏ). Tại các khu vực ôn đới thì thường chỉ có một hay vài loài hợp thành bãi cỏ (ví dụ loài Zostera marina ở bắc Đại Tây Dương), trong khi tại các vùng nhiệt đới thì thành phần loài cỏ trong bãi đa dạng hơn nhiều; người ta từng ghi nhận bãi cỏ biển ở Philippines gồm đến 13 loài khác nhau.
Các bãi cỏ biển là những hệ sinh thái hết sức đa dạng và có năng suất sinh học cao. Tại đó có thể có đến hàng trăm loài sinh vật khác sinh sống như cá (non và trưởng thành), thực vật biểu sinh, rong biển, vi tảo, động vật thân mềm, giun nhiều tơ và giun tròn. Trước đây người ta cho rằng chỉ có rất ít loài sinh vật sống dựa vào nguồn lá cỏ biển bởi vì hàm lượng dinh dưỡng của lá không cao. Tuy vậy, các nghiên cứu khoa học về sau chỉ ra rằng các loài động vật ăn cỏ biển là mắt xích quan trọng trong chuỗi thức ăn, và thực tế thì có đến hàng trăm loài ăn cỏ biển trên phạm vi toàn cầu như đồi mồi dứa, cá cúi, lợn biển, cá, ngỗng, thiên nga, cầu gai và cua.
Một số loài cá - chỉ viếng thăm bãi cỏ hay dùng cỏ làm thức ăn - nuôi cá con trong đám thực vật ngập mặn và rạn san hô gần bãi cỏ. Cỏ biển còn có tác dụng giữ lại trầm tích và làm chậm tốc độ dòng chảy, từ đó khiến trầm tích huyền phù lắng xuống. Điều này có lợi cho san hô nhờ tải lượng trầm tích trong nước được kéo giảm.

## Dịch vụ hệ sinh thái

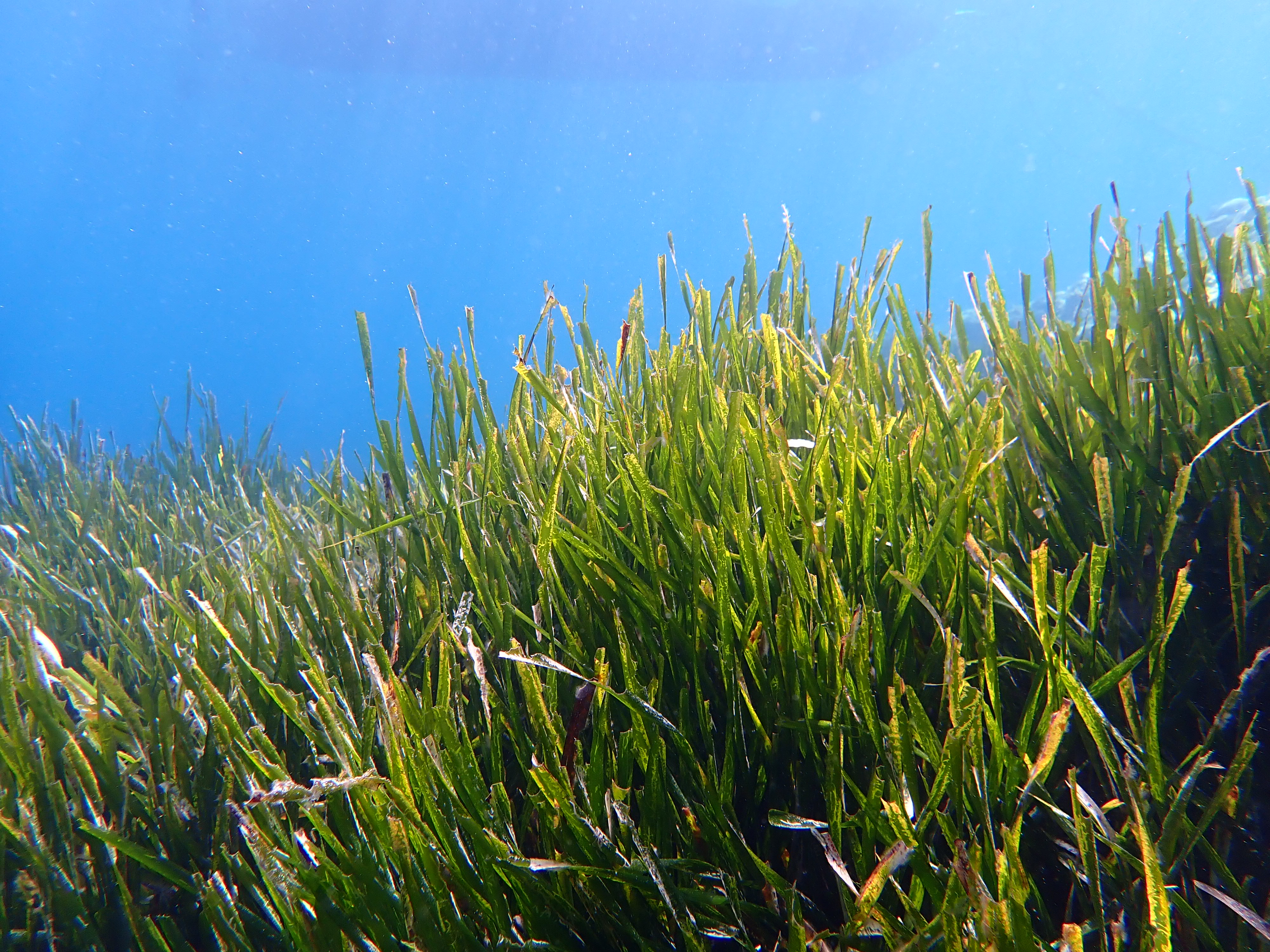
Posidonia Oceanica được quan sát tại La Ciotat.

Thỉnh thoảng cỏ biển được gắn mác là "các kỹ sư hệ sinh thái" do chúng tự tạo lập một phần môi trường sống của riêng mình. Điều này thể hiện ở chỗ lá cỏ biển làm chậm dòng chảy giúp đẩy mạnh quá trình lắng đọng trầm tích, đồng thời rễ và thân rễ của cỏ còn giúp ổn định đáy biển. Cỏ biển mang tầm quan trọng đối với các loài sinh vật chủ yếu là vì (1) chúng cung cấp nơi trú ngụ cho các sinh vật đó, đồng thời (2) cỏ biển có năng suất sơ cấp rất cao. Chính vì thế mà cỏ biển mang đến cho vùng bờ biển nhiều hàng hóa hệ sinh thái và dịch vụ hệ sinh thái như cung cấp bãi đánh bắt cá, giúp chắn sóng biển, cung cấp khí oxy và giúp chống xói mòn ven biển. Các bãi cỏ biển chiếm 15% tổng lượng dự trữ cacbon của đại dương. Mỗi hecta cỏ biển có thể giữ một lượng cacbon dioxide (CO2) gấp đôi so với mỗi hecta rừng mưa. Hàng năm cỏ biến cô lập được 27,4 triệu tấn CO2. Tuy nhiên, hiện tượng ấm lên toàn cầu khiến một số loài cỏ biển rơi vào nguy cơ tuyệt chủng; dự báo loài Posidonia oceanica sẽ biến mất vào khoảng năm 2050. Tác hại của điều này là sự giải phóng CO2.

## Sử dụng
Trong quá khứ, con người từng khai thác cỏ biển làm phân bón cho đất cát. Đây từng là hoạt động quan trọng ở vùng đầm phá Aveiro (ría de Aveiro, Bồ Đào Nha) - nơi mà cỏ biển thu hoạch được gọi là moliço.
Vào đầu thế kỉ 20, ở Pháp và ở một vùng nhỏ thuộc quần đảo Eo Biển, người ta phơi khô cỏ biển rồi dùng chúng để nhồi nệm (paillasse). Quân đội Pháp thời Chiến tranh thế giới thứ nhất có nhu cầu cao về loại sản phẩm này. Cỏ biển còn được dùng làm băng y tế và dùng cho các mục đích khác.
Ngày nay, cỏ biển được sử dụng nhiều trong ngành hàng nội thất. Chúng là nguyên liệu để đan, tương tự như mây.

## Mối đe dọa
Các tác động từ thiên nhiên như bão, sự ăn cỏ, sự cào phá của các tảng băng và sự khử nước là những tác động cố hữu đối với hệ sinh thái cỏ biển. Cỏ biển thể hiện tính co giãn kiểu hình (phenotypic plasticity) rất cao và thích nghi nhanh chóng với sự thay đổi của môi trường.
Hiện cỏ biển đang suy giảm trên phạm vi toàn cầu. Trong những thập niên gần đây, có khoảng 30.000 km² cỏ biển đã biến mất. Nguyên nhân chủ yếu là do tác động bất lợi từ phía con người, nhất là tình trạng phú dưỡng (thừa chất hữu cơ), phá huỷ cơ giới và đánh cá quá mức.
Thứ nhất, nạn dư thừa chất dinh dưỡng hữu cơ như nitơ, phosphor gây đầu độc cỏ biển, nhưng quan trọng hơn là chúng kích thích sự tăng trưởng của thực vật biểu sinh, rong biển trôi tự do và vi tảo trong nước, kết quả là làm giảm lượng bức xạ Mặt Trời đến với cỏ biển và gây hại cho quá trình quang hợp của cây. Lá cỏ biển thối rữa làm gia tăng hiện tượng nước nở hoa, từ đó tạo ra phản hồi dương. Điều này làm gây nên hiện tượng chuyển dịch chế độ (regime shift), nghĩa là tảo biển có thể phát triển lấn át hoàn toàn cỏ biển.
Thứ hai, các bằng chứng thu thập được cho thấy rằng hoạt động đánh bắt quá mức các loài săn mồi bậc trên của chuỗi thức ăn (tức cá ăn thịt cỡ lớn) làm gia tăng số lượng cá ăn thịt cỡ nhỏ, từ đó gây sút giảm số lượng các loài ăn tảo như động vật giáp xác và chân bụng. Hậu quả của việc này là sự phát triển mạnh của tảo.
Thứ ba, cỏ biển bị phá huỷ cơ giới khi chân vịt của tàu thuyền cào vào bãi cỏ khi chúng đi qua vùng nước nông.
Những phương pháp được áp dụng nhiều nhất để bảo vệ và khôi phục bãi cỏ biển là: làm giảm lượng chất hữu cơ dư thừa, giảm ô nhiễm môi trường, lập các khu bảo tồn biển và cấy lại cỏ biển.